# نظیف استفانو
نظیف مویسس استفانو (اسپانیایی: ‎Nasif Moisés Estéfano‎‎؛ زادهٔ ۱۸ نوامبر ۱۹۳۲ در کنسپسیون، توکومان، درگذشتهٔ ۲۱ اکتبر ۱۹۷۳ در ایموگاستا، لا ریوخا) رانندهٔ مسابقات اتومبیل‌رانی فرمول یک اهل آرژانتین بود که در فصل ۱۹۶۰، و دوباره در فصل ۱۹۶۲ در مجموع در دو گراند پری شرکت کرد، اما موفق به کسب هیچ امتیازی نشد.
استفانو در ۲۱ اکتبر ۱۹۷۳ بر اثر تصادف رانندگی در یک مسابقهٔ محلی در ایموگاستا، لا ریوخا درگذشت.